# 紅山路駅
紅山路駅（こうさんろえき）は、中華人民共和国江蘇省南京市鼓楼区にある、南京地下鉄9号線の駅である。

## 駅名
事業着手当初は南京地下鉄集団は「曹後村駅」の仮称を用いており、2021年11月16日に「曹後村駅」を駅名として公示され、2021年12月22日に第一次公示のより駅名が「紅山路駅」に決定したことが発表された。

## 歴史
- 2026年9号線の駅として開業する予定。